# 巴西—塞爾維亞關係
自1946年南斯拉夫社会主义联邦共和国和巴西建立关系以来，巴西－塞爾維亞關係一直非常牢固和良好。巴西不承认科索沃是一个独立的国家，并宣布在没有与塞尔维亚达成协议的情况下不打算承认科索沃独立。